# カースティン・イムリ
カースティン・イムリ（Kirsten Imrie, 1967年10月26日 - ）は、イギリス・ロンドン出身のページ・スリー・ガール、モデル。
1980年代後半にモデル活動を始め、1989年12月号の米国版ペントハウス誌においてPet of the Month (いわゆるペントハウスペット) の称号を得る。
1990年公開ピーター・オトゥール主演の一般映画「The Rainbow Thief」に端役で出演していることが、英国大衆紙ザ・サン等複数の報道により判明している。
2000年11月、違法薬物摂取やアルコール中毒により生活が破滅し、公園でホームレス生活をしている状況が、大衆紙デイリー・ミラーにより報道された。本人もその事実を認め、翌年には更生したと公表し業界に復帰した。
その後、動画サイト等において、以前では考えられなかった過激な映像を公開している。（「AEN.TV」現在は閉鎖されている）

## 主な出演作

### 一般映画
- ホドロフスキーの虹泥棒 The Rainbow Thief　（1990年） [1]

### ビデオ
- A Page 3 Profile: Joanne Guest in Portugal (1998)
- Playboy Millennium Calendar Girls (1999)
- Playboy Celebrity Special: Kirsten Imrie (1999)
- Playboy Celebrity Special: Joanne Guest (2000)

### グラビア
1989年 
- 「MAYFAIR」 24巻9号 (Kirsten Stewart名義)
- 「MAYFAIR」 24巻12号 (Kirsten Stewart名義)
- 「MEN ONLY」 54巻11号
- 「MEN ONLY」 54巻12号
- 「MEN ONLY」 54巻13号
- 「MEN'S WORLD」 1巻14号 (Kirsten Lamont名義)
- 「PENTHOUSE」 12月号 (Kirsten Stewart名義, Pet of the Month)
- 「FIESTA」 23巻12号 (Karen名義)
- 「FIESTA」 24巻1号 (Katrina名義)

1990年 
- 「MAYFAIR」 25巻9号
- 「MODEL DIRECTORY」 8巻1号
- 「CLUB INTERNATIONAL」 19巻3号 (Marion名義)
- 「CLUB INTERNA11ONAL」 19巻8号
- 「EXCELSIOR」 3月号 (Kirsten Stewart名義)
- 「EXCELSIOR INTERNATIONAL」 9号(3月/4月合併号) (Dallila名義)
- 「PENTHOUSE」 3月号
- 「CAVALIER」 2月号 (Fanny名義)
- 「CAVALIER」 9月号
- 「GALLERY」 7月号 (Marni名義)
- 「MAX」 2月号
- 「GENESIS」 10月号 (Lenna名義)
- 「KNAVE」 Xmas 22号 (Gayle名義)
- 「XS」 5巻1号 (Kim名義)
- 「THRILLS」 1巻10号
- 「PLAYBOY ドイツ版」  4月号

1991年
- 「MAYFAIR」 26巻2号
- 「MAYFAIR」 26巻5号
- 「MAYFAIR」 26巻11号
- 「MAYFAIR」 26巻13号
- 「MEN ONLY」 56巻1号
- 「MEN'S COLLECTION」 7巻4号
- 「CLUB」 1月号
- 「CLUB INTERNATIONAL」 5月号
- 「CLUB INTERNATIONAL」 10月号
- 「LEG SHOW」 2月号
- 「OUI」 4月号 (Joie名義)
- 「HIGH SOCIETY」 5月号
- 「PENTHOUSE UK」 27巻 No. 3号
- 「PENTHOUSE UK」 27巻 No. 4号
- 「PENTHOUSE UK」 27巻 No. 8号 (Kirsten Stewart,名義)
- 「PENTHOUSE UK」 クリスマス特別号
- 「CHERI」 6月号
- 「CHERI」 11月号 (Kelly名義)
- 「GENESIS」 6月号 (Lenna名義)
- 「BEST OF GENESIS」 7号 (Marge名義)
- 「GIRLS/GIRLS」 8号 (Lenna名義)
- 「FIESTA」 25巻4号 ('Imorgan'名義)
- 「FURRY FEMALES」 (Lenna名義)
- 「HUSTLER BUSTY BEAUTIES」 9月号
- 「ADAM GIRLS」 3巻7号
- 「KNAVE」 23巻4号 (Gayle名義)
- 「KNAVE」 GOOD & GREASY 特別号 (Gayle名義)
- 「FOTOGIRLS」 5巻11号 (Kerry名義)
- 「Playboy's Book of Lingerie」 11月/12月合併号

1992年
- 「LIVE」 1月号
- 「CLUB INTERNATIONAL」 7月号
- 「PENTHOUSE」 3月号 (Kirsten Stewart名義)
- 「British PENTHOUSE」 28巻4号
- 「BOUNCE EXTRA」 8号
- 「BIG ONES」 3巻4号
- 「EL BLUE」 3巻12号

1993年
- 「 MAYFAIR」 28巻4号
- 「GALLERY」 6月号
- 「British PENTHOUSE」 28巻10号 (Kirsten Fiona Imrie名義)
- 「British PENTHOUSE」 29巻4号
- 「British PENTHOUSE」 夏季特別号
- 「HIGH SOCIETY」 10月号
- 「CLUB INTERNATIONAL Holland」 (Terry名義)

1994年
- 「GALLERY」 2月号 (Cynthia名義)
- 「HIGH SOCIETY」 4月号
- 「CLUB INTERNATIONAL」 9月号
- 「GENESIS INTERNATIONAL」 1巻111号 (Lenna名義)

1995年
- 「Playboy's Book of Lingerie」 11月/12月合併号

1996年
- 「MEN ONLY」 61巻7号
- 「MEN ONLY」 36号 (Penny名義)

1997年
- 「Loaded」 8月号
- 「Loaded」 12月号
- 「MAXIM」 11月号
- 「WHITEHOUSE INTERNATIONAL」  4号
- 「TITBITS INTERNATIONAL」 3号
- 「TITBITS INTERNATIONAL」 8号
- 「PARADE」 258号
- 「PARADE」 262号

1998年
- 「PARADE」 264号
- 「PARADE」 271号
- 「MAYFAIR」 33巻7号
- 「PENTHOUSE ISLAND GIRLS」 1月号
- 「WHITEHOUSE INTERNATIONAL」 16号

1999年
- 「FRONT」 7月号
- 「KNAVE」 31巻4号
- 「Men Only」(号数不明)